# Alphonsea papuasica
Alphonsea papuasica är en kirimojaväxtart som beskrevs av Friedrich Ludwig Diels. Alphonsea papuasica ingår i släktet Alphonsea och familjen kirimojaväxter. Inga underarter finns listade i Catalogue of Life.